# فاين (نيويورك)
فاين (بالإنجليزية: Fine, New York)‏ هي بلدة أمريكية تقع في الولايات المتحدة في مقاطعة سانت لورنس، نيويورك. يقدر عدد سكانها بـ 1,512 نسمة ومساحتها 438.8 كم2 وترتفع عن سطح البحر 472 متر.